# Atletiek op de Olympische Zomerspelen 2012 – discuswerpen vrouwen
Het discuswerpen voor vrouwen op de Olympische Zomerspelen 2012 in Londen vond plaats op 3 augustus, kwalificaties, en 4 augustus 2012, finale. 

## Records
Voorafgaand aan het toernooi waren dit het wereldrecord en het olympisch record.
| Wereldrecord     | Gabriele Reinsch | 76,80 m | Neubrandenburg | 9 juli 1988       |
| Olympisch record | Martina Hellmann | 72,30 m | Seoel          | 29 september 1988 |

## Uitslagen
De volgende afkortingen worden gebruikt:
- Q Rechtstreeks gekwalificeerd voor de finale door een worp van minstens 63 m
- q Gekwalificeerd voor de finale door bij de beste 12 te eindigen

### Kwalificatieronde
| Rang | Groep | Naam                      | Land | Resultaat | Opmerkingen |
| ---- | ----- | ------------------------- | ---- | --------- | ----------- |
| 1    | A     | Yarelis Barrios           | CUB  | 65,94     | Q           |
| 2    | B     | Nadine Müller             | GER  | 65,89     | Q           |
| 3    | B     | Sandra Perković           | CRO  | 65,74     | Q           |
| 4    | A     | Darja Pisjtsjalnikova     | RUS  | 65,02     | Q           |
| 5    | B     | Stephanie Brown-Trafton   | USA  | 64,89     | Q           |
| 6    | A     | Li Yanfeng                | CHN  | 64,48     | Q           |
| 7    | A     | Dani Samuels              | AUS  | 63,97     | Q, SB       |
| 8    | A     | Krishna Poonia            | IND  | 63,54     | Q           |
| 9    | B     | Anna Rüh                  | GER  | 62,98     | q           |
| 10   | B     | Zinaida Sendriūtė         | LTU  | 62,79     | q           |
| 11   | A     | Ma Xuejun                 | CHN  | 62,66     | q           |
| 12   | A     | Mélina Robert-Michon      | FRA  | 62,47     | q           |
| 13   | B     | Seema Antil               | IND  | 61,99     |             |
| 14   | B     | Nicoleta Grasu            | ROU  | 61,86     | SB          |
| 15   | B     | Gia Lewis-Smallwood       | USA  | 61,44     |             |
| 16   | B     | Andressa de Morais        | BRA  | 60,94     | SB          |
| 17   | B     | Svetlana Saykina          | RUS  | 60,67     |             |
| 18   | A     | Natalya Fokina-Semenova   | UKR  | 60,61     |             |
| 19   | B     | Dragana Tomašević         | SRB  | 60,53     |             |
| 20   | A     | Julia Fischer             | GER  | 60,23     |             |
| 21   | B     | Karen Gallardo            | CHI  | 60,09     |             |
| 22   | A     | Li Wen-Hua                | TPE  | 59,91     |             |
| 23   | A     | Vera Karmishina-Ganeeva   | RUS  | 59,90     |             |
| 24   | A     | Żaneta Glanc              | POL  | 59,88     |             |
| 25   | A     | Aretha Thurmond           | USA  | 59,39     |             |
| 26   | A     | Rocío Comba               | ARG  | 58,98     |             |
| 27   | B     | Denia Caballero           | CUB  | 58,78     |             |
| 28   | B     | Kateryna Karsak           | UKR  | 58,64     |             |
| 29   | A     | Allison Randall           | JAM  | 58,06     |             |
| 30   | A     | Yaime Perez               | CUB  | 57,87     |             |
| 31   | B     | Monique Jansen            | NED  | 57,50     |             |
| 32   | B     | Irina Rodrigues           | POR  | 57,23     |             |
| 33   | B     | Sviatlana Siarova         | BLR  | 56,70     |             |
| 34   | A     | Věra Pospíšilová-Cechlová | CZE  | 55,00     |             |
| -    | B     | Tan Jian                  | CHN  | NM        |             |

### Finale
| Rang   | Naam                    | Land | #1    | #2    | #3    | #4    | #5    | #6    | Resultaat | Opmerking |
| ------ | ----------------------- | ---- | ----- | ----- | ----- | ----- | ----- | ----- | --------- | --------- |
| Goud   | Sandra Perković         | CRO  | 64,58 | 68,11 | 69,11 | x     | 66,96 | 64,03 | 69,11     | NR        |
| Zilver | Darja Pisjtsjalnikova   | RUS  | 65,19 | 62,07 | 65,06 | 66,42 | 67,56 | 59,13 | 67,56     |           |
| Brons  | Li Yanfeng              | CHN  | X     | 67,22 | x     | x     | 63,64 | x     | 67,22     |           |
| 4      | Yarelis Barrios         | CUB  | 63,97 | 66,38 | 64,84 | 64,06 | x     | 65,21 | 66,38     |           |
| 5      | Nadine Müller           | GER  | 65,71 | 65,06 | x     | 64,16 | 64,35 | 65,94 | 65,94     |           |
| 6      | Mélina Robert-Michon    | FRA  | 62,23 | 61,70 | 62,41 | 62,66 | 63,62 | 63,98 | 63,98     | SB        |
| 7      | Krishna Poonia          | IND  | 62,42 | x     | 61,61 | x     | 63,62 | 61,31 | 63,62     |           |
| 8      | Stephanie Brown-Trafton | USA  | 63,01 | x     | 59,30 | x     | x     | 61,89 | 63,01     |           |
| 9      | Zinaida Sendriūtė       | LTU  | 61,68 | x     | x     | -     | -     | -     | 61,68     |           |
| 10     | Anna Rüh                | GER  | 59,95 | x     | 61,36 | -     | -     | -     | 61,36     |           |
| 11     | Ma Xuejun               | CHN  | 61,02 | x     | 60,72 | -     | -     | -     | 61,02     |           |
| 12     | Dani Samuels            | AUS  | 60,40 | 59,86 | 57,87 | -     | -     | -     | 60,40     |           |